# Fabio McNamara
Fabio McNamara o Fanny McNamara alias di Fabio de Miguel (Madrid, 8 gennaio 1957) è un artista, attore e musicista spagnolo.

## Biografia
Crebbe nel quartiere di Ciudad Pegaso, e fu relazionato con la movida madrileña, come molti di suoi amici: Pedro Almodóvar, Olvido Gara (Alaska), Tino Casal, Pablo Pérez-Mínguez o i pittori Costus; e ha realizzato pellicole e canzoni con loro.
Ultimamente, lavora nei suoi prodotti pop art (esposti in fiere come ARCO) e ha parlato sopra la sua religiosità.

## Discografia
- Fanny y los + (1986) - Mini-LP.
- A tutti plein (1995) - CD.
- Rockstation (2000) - CD.
- Mi correo electronic... oh! (2000) - CDSG.
- Mariclones (2006) - CD.
- Dangerous Bimbow (2007) - CDSG.
- Requiebros de mujer en el burlaero (2007) - CD.
- El imperio contra Paca (2011) - CD.
- Celebritis (2009) – Digital single.
- Bye Bye Supersonic (2009) - CD.

## Filmografia
- Pepi, Luci, Bom e le altre ragazze del mucchio (1980)
- Labirinto di passioni (1982)
- L'indiscreto fascino del peccato (1983)
- Historias paralelas (cortometraggio, 1983)
- La legge del desiderio(1987)
- Légami! (1990)
- Kety no para  (TV, 1997)